# Weißgrannen
Das Weißgrannenkaninchen ist eine mittelgroße Kaninchenrasse von etwa 3,5 kg Gewicht.

## Aussehen des Weißgrannenkaninchens

Weißgrannenhäsin

Farblich ist das Weißgrannenkaninchen gekennzeichnet durch eine einfarbig dunkle Oberseite, weiße Bauchseite und Unterseite der Blume. Die Kopfzeichnung umfasst die weißen Augenringe, weiße Einfassungen der Nasenlöcher, Kinnbackeneinfassung sowie weiße Ohrumrandung, die sich im Genickkeil fortsetzt. Die weiße Ohrumrandung soll als kleiner weißer Fleck zwischen den Ansatzstellen der Ohren sichtbar sein. Die weiße Farbe des Bauches setzt sich in Form weißer Grannenhaare in einem etwa handbreiten Band an Brust, Flanken und Hinterteil fort. Zu dieser Farbverteilung kommt es durch Kombination des Lohfaktors, einer Mutation des Wildfarbigkeitsfaktors, bei dem die Verteilung der Farbzonen im Kaninchen aufgehoben ist, die typischen Wildfarbigkeitsabzeichen aber erhalten bleiben mit dem Chinchillafaktor, einem Allel der Albinoserie, bei der kein gelbes Pigment im Haar ausgebildet wird. Das ähnliche Lohkaninchen hingegen besitzt zusätzliche Gelbverstärker, die zur leuchtend gelben Farbe der Abzeichen führen.
Weißgrannenkaninchen sind in den Farbschlägen schwarz, blau und havannafarbig anerkannt, dabei ist der schwarze Farbenschlag der häufigste, der havannafarbige macht etwa 10 % der gezeigten Weißgrannen aus.
Die entsprechenden Erbformeln lauten:
- Schwarz: AchiBCDgo (Deutsche Symbolik) bzw. atBCch2DE (Englische Symbolik)
- Blau: AchiBCdgo (Deutsche Symbolik) bzw. atBCch2dE (Englische Symbolik)
- Havannafarbig: AchiBcDgo (Deutsche Symbolik) bzw. atbCch2DE (Englische Symbolik)

## Geschichte des Weißgrannenkaninchens
Weißgrannenkaninchen sind, wie andere Kaninchenrassen auch, mehrmals unabhängig voneinander entstanden. In Deutschland zeigte sie als erster Friedrich Joppich 1928 auf der Edelpelztierschau in Berlin unter dem Namen Deutsches Silberfuchskaninchen. Nach seinen Angaben tauchten Tiere dieser Farbe häufig in Würfen insbesondere englischen Chinchillakaninchen auf. Das ist nicht verwunderlich, erwähnt doch auch Sandford die starke Aufspaltung der ersten Chinchillakaninchen und die Einkreuzung von Lohkaninchen.
Joppich erwähnt, dass auch diverse andere Züchter in Deutschland und anderen Ländern Kaninchen von der Färbung der Weißgrannen in Würfen von Chinchillakaninchen vorfanden und teilweise als eigenständige Rassen weiterentwickelten. So wurde diese Rasse 1933 als Zilvervos (Silberfuchs) in den Niederlanden anerkannt.
Um Joppichs Silberfuchskaninchen wurde es in Deutschland wieder ruhiger, erst nach dem Zweiten Weltkrieg wurde die Rasse in Deutschland neu gezüchtet, so von Kläre Geißler aus Bad Klosterlausnitz, die 1949 erneut zwei Jungtiere dieser Zeichnung in einem Wurf von Kleinchinchillakaninchen fand und die Rasse 1951 ausstellte. Auch zu dieser Zeit kam es zur unabhängigen Entstehung der Rasse an verschiedenen Stellen, so in Landshut, Pfaffenhofen und Ilmmünster. Die Angaben zur Anerkennung der Rasse im Standard schwanken etwas zwischen 1957 und 1962.
Heute sind Weißgrannenkaninchen verbreitet, ohne sehr häufig zu sein; Majaura gibt an, dass 2004 1,3 % aller in Deutschland aufgezogenen Jungtiere Weißgrannenkaninchen gewesen seien.

## Ähnliche Rassen
Das Lohkaninchen zeigt eine ähnliche Verteilung der Farbfelder, hat jedoch leuchtend gelb gefärbte Abzeichen.
In anderen Ländern ist das Weißgrannenkaninchen als Silberfuchs bekannt (eng. Silver Fox, niederl. Zilvervos).
Die Farbe des Weißgrannenkaninchen existiert als Farbenschlag der Farbenzwerge.